# 0011 나폴레옹 솔로
《0011 나폴레옹 솔로》(How To Steal The World)는 미국에서 제작된 서튼 롤리 감독의 1968년 영화이다. 로버트 본 등이 주연으로 출연하였고 안소니 스피너 등이 제작에 참여하였다.

## 출연

### 주연
- 로버트 본
- 데이비드 맥컬럼

### 조연
- 베리 설리반
- 엘레노 파커
- 레슬리 닐슨
- 리오 G. 캐럴
- 토니 빌
- 피터 마크 리치먼
- 앨버트 폴슨
- 휴 말로우
- 댄 오헐리히
- 루스 워릭
- 데이빗 허스트
- 리차드 불
- 에드가 스테리
- 로건 램지
- 마이클 마스터스
- 잉거 스트라톤
- 아서 핸슨
- 가이 리
- 바바라 무어
- 앤넬라 바셋

## 기타
- 미술
  - 조지 W. 데이비스
  - 제임스 W. 설리반
- Ass-PD
  - 조지 레아
  - 어브 펄버그